# Steißlingen
Steißlingen là một thị xã nằm ở huyện Konstanz, thuộc bang Baden-Württemberg, Đức.